# 賈烏爾島
賈烏爾島是巴布亞新幾內亞的島嶼，位於俾斯麥海，由新愛爾蘭省負責管轄，屬於阿德默勒爾蒂群島的一部分，長30公里、寬8公里，面積100平方公里，最高點海拔高度226米，該島自公元前1500年有人類居住。
2°56′S 150°53′E / 2.933°S 150.883°E